# Robert II de Dreux
Pour les articles homonymes, voir Robert II et Robert de Dreux.
Robert II de Dreux, dit le Jeune, né vers 1154 et mort le 28 décembre 1218, est un prince capétien français d'une branche collatérale, qui prit une part active à la Troisième croisade.

## Biographie
Robert II de Dreux est comte de Dreux (1184) par son père et comte de Braine par sa mère, administrateur des comtés de Nevers, Auxerre et Tonnerre, seigneur de Brie-Comte-Robert, Torcy, Chilly-Mazarin, Longjumeau, Bû par son père ; et par sa mère : seigneur de Fère-en-Tardenois, Pont-Arcy, Longueville, Quincy-sous-le-Mont et Nesles, fils de Robert Ier, comte de Dreux (fils cadet du roi Louis VI), et d'Agnès de Baudement, dame de Brie (son douaire, par son époux), et de son chef dame de Braine, Fère, Pont-Arcy, Nesles, Longueville, Quincy, Baudement (et Bagneux ?) etc.
Il participe en 1190 à la troisième croisade et se signale à la bataille d'Arsur et au siège d'Acre (1191). Revenu en France, il combat les Anglais (1195-1198), et 1202 en Normandie, puis en 1206, il fait construire le château de (la) Fère-en-Tardenois, et mène trois ans plus tard des troupes à la croisade des Albigeois (1209-1210) et participe au siège de Termes. Il aide son frère Philippe, évêque de Beauvais, en lutte contre le comte de Boulogne et commande l'aile gauche de l'armée du roi Philippe Auguste lors de la bataille de Bouvines (27 juillet 1214).
Au début du XIIIe siècle, Robert II de Dreux, comte de Braine, y établit le château de la Folie d'Aigremont, aujourd'hui sur la commune de Cerseuil. De plan rectangulaire, il dominait la vallée de la Vesle et le bourg. Le château dans sa longueur suivait l'à-pic. Son accès face au plateau, couvert d'une profonde forêt, était protégé par un profond fossé artificiel qui le protégeait des trois côtés.
Robert II de Dreux et Yolande de Coucy, son épouse, sont inhumés en la nécropole familiale de l'église de l'abbatiale Saint-Yved de Braine.

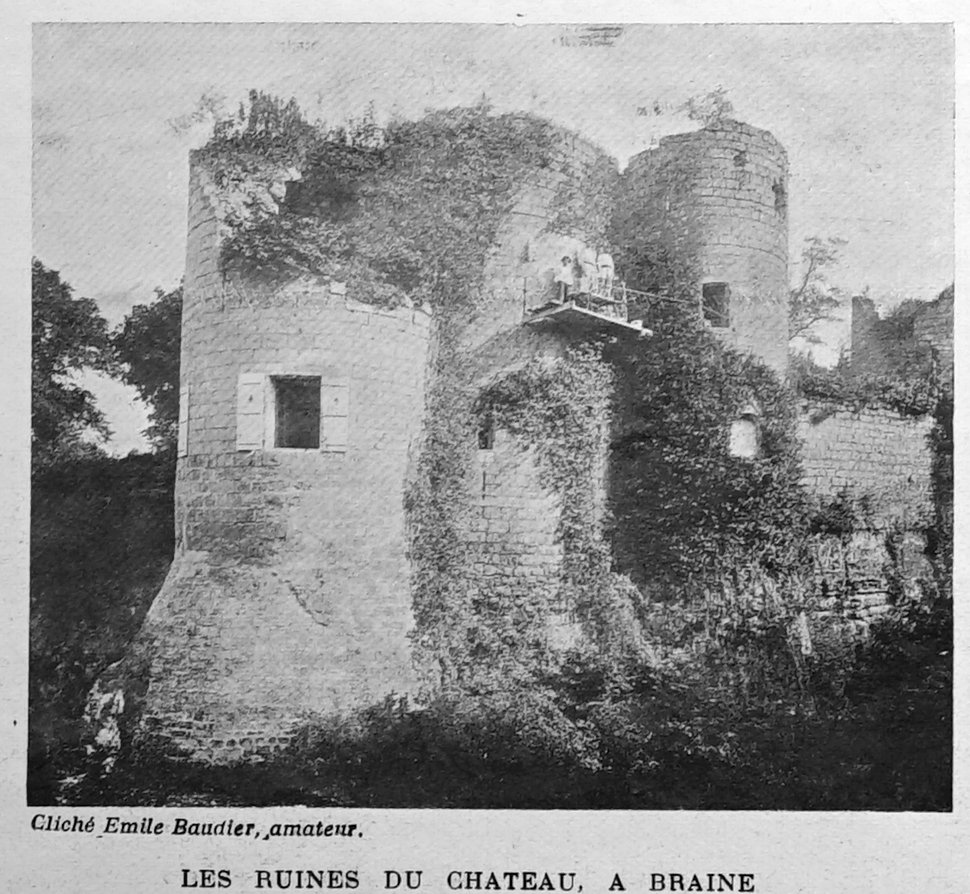
Le château de Braine en 1911.

### Unions et descendance
Marié en premières noces en 1177 ou 1178 avec Mahaut de Bourgogne (1150-1192), fille de Raymond de Bourgogne, comte de Grignon, de lignée capétienne, et d'Agnès de Montpensier ; mariage sans postérité, divorcé pour cause de consanguinité en 1180 ou 1181.
Marié en secondes noces en 1184 avec Yolande de Coucy (vers 1164-1222), fille de Raoul Ier, seigneur de Coucy et d'Agnès de Hainaut, d'où :
- Robert III Gasteblé (1185-1234), comte de Dreux. Il épousa en 1210 Aénor, dame de Saint-Valery-sur-Somme (1192 † 1250), fille de Thomas de Saint-Valery et d'Adèle de Ponthieu ;
- Eléonore (1186-après 1248), mariée à Hugues IV de Châteauneuf-en-Thymerais (mort en 1229), puis à Robert de Saint-Clair ;
- Pierre Mauclerc (vers 1187-1250), duc de Bretagne : d'où la suite des ducs capétiens de Bretagne ;
- Isabelle (1188-après 1242), mariée à Jean II de Pierrepont (1205-1251), comte de Roucy, puis en secondes noces à Renaud de Châtillon ;
- Alix (1189-1258), mariée vers 1200 à Gaucher IV de Mâcon (mort en 1219), seigneur de Salins (fils de Géraud Ier de Mâcon), puis en 1221 à Renard II de Choiseul à qui elle transmet Traves ;
- Philippa (1192-1242), mariée en 1219 à Henri II de Bar (1190-1239) ;
- Henri, dit de Braine, archevêque et duc de Reims (1193-1240) ;
- Agnès (1195-1258), mariée à Étienne II de Bourgogne, comte d'Auxonne (mort en 1241) ;
- Yolande (1216-1239), mariée à Raoul II de Lusignan (v. 1207-1246), seigneur d'Exoudun, comte d'Eu ;
- Jean (1198-1241), comte de Mâcon et de Vienne par son mariage, mort à Tripoli lors d'une croisade en Terre Sainte, sans postérité. Il avait épousé entre 1218 et 1226 Alix de Bourgogne (-Comté) (morte en 1260), vicomtesse, puis comtesse de Vienne et de Mâcon, fille de Gérard de Vienne et d'Alix Guigonne de Forez ;
- Jeanne (1199-1272) religieuse, 13e abbesse de l'abbaye Notre-Dame de Fontevraud, de 1265 à 1276 ;
- Geoffroy (1200-1219), dit aussi de Braine.